# Rezerwat przyrody Mszary Tuczyńskie
Rezerwat przyrody „Mszary Tuczyńskie” – torfowiskowy rezerwat przyrody o powierzchni 7,22 ha, utworzony 18 stycznia 1988, w województwie zachodniopomorskim, w powiecie wałeckim, w gminie Tuczno, w zachodniej części miasta Tuczno, na północno-wschodnim brzegu jeziora Tuczno.
Rezerwat o charakterze mszarowym, położony na Obszarze Chronionego Krajobrazu Puszcza nad Drawą, a jednocześnie w otulinie Drawieńskiego Parku Narodowego.
Celem ochrony jest zachowanie torfowiska źródliskowego wapiennego, łąki i muraw kserotermicznych z licznymi stanowiskami chronionych roślin naczyniowych i mszaków, takich jak: kukułka krwista (Dactylorhiza pratermisa), kukułka plamista (Dactylorhiza maculata), kukułka szerokolistna (Dactylorhiza majalis), kukułka zaniedbana (Dactylorhiza pratermisa), kruszczyk błotny (Epipactus palustris), listera jajowata (Listera ovata), grążel żółty (Nuphar lutea), podkolan biały (Platanthera bifolia), mokradłosz kończysty (Carielgonella cuspidata), drabik drzewkowaty (Climacium dendroides), fałdownik nastroszony (Rhytidiadelphus squarrosus), tujowiec delikatny (Thuidium dellicatulum).
Obszar rezerwatu podlega ochronie czynnej.